# Okružnaja (stanice Moskevského centrálního okruhu)
Okružnaja (rusky Окружная) je stanice na Moskevském centrálním okruhu. Na této stanici je organizován přestup mezi Moskevským centrálním okruhem, Ljublinsko-Dmitrovskou linkou (stejnojmenná stanice) a příměstských vlaků savjolovského směru Moskevské železnice, která je obsluhována linkou MCD-1.

## Charakter stanice
Stanice Okružnaja se nachází na hranici čtvrtí Beskudnikovskij rajon (Бескудниковский район) a Timirjazevskij rajon (Тимирязевский район) mezi Staniční ulicí (Станционная улица) a Signalným projezdem (Сигнальный проезд) u křížení Staniční ulice s Lokomotivným projezdem (Локомотивный проезд).
Stanice disponuje dvěma nástupišti, bočním a ostrovním. U bočního nástupiště zastavují vlaky jedoucí ve směru hodinových ručiček, na vnitřní straně ostrovního nástupiště zastavují vlaky, které jedou opačným směrem. Vestibul, který je laděn do bílé barvy, umožňuje skrz turnikety projít na vnější nástupiště a je propojen s nadchodem nad tratí, díky kterému se lze dostat na ostrovní nástupiště. Umístění turniketů umožňuje tento nadchod bezplatně použít pro přechod mezi Staniční ulicí a Signálným projezdem.
Dopravně přestupní uzel Okružnaja se plánuje zprovoznit do konce roku 2018. Tento uzel bude ve formě jedné stavby o třech úrovních - na vrchní úrovni bude stanice Moskevské železnice, na střední úrovni bude stanice Moskevského centrálního okruhu, zastávky veřejné dopravy a záchytné parkoviště a na nízké úrovni bude stanice Ljublinsko-Dmitrovské linky moskevského metra. Díky tomu bude možné propojit veškeré dostupné druhy dopravy bez nutnosti vyjít na ulici.